# Norodom Kantol
Prins Norodom Kantol (Khmer: នរោត្តម កន្តុល) (Phnom Penh, 15 september 1920 - 1976) was een Cambodjaans staatsman afkomstig uit het Huis van Norodom. Van 6 oktober 1962 tot 22 oktober 1966 was hij premier van Cambodja.

## Biografie
Prins Norodom Kantol was de zoon van prins Norodom Synghara en diens vrouw, prinses Devisa Ruangsiri Nari Varman volgde een opleiding aan de Universiteit van Nancy, Frankrijk. Van 1944 tot 1947 was hij plaatsvervangend gouverneur van Phnom Penh en van 1947 tot 1948 was hij chef van het kabinet van de minister van Financiën. In 1952 volgde zijn benoeming tot eerste secretaris van de Cambodjaanse ambassade in Washington D.C. en in 1962 was hij gezant te Japan. Van 1962 tot 1966 was hij directeur van het departement van Landbouw. Hij bekleedde vervolgens verscheidene ministersposten in combinatie met zijn premierschap (1962-1966): Buitenlandse Zaken (1962-1966), Binnenlandse Zaken (1965-1966), Cultuur (1965) en Religieuze Zaken (1965-1966). Hij was de langstzittende premier tijdens het bewind van zijn neef, staatshoofd Norodom Sihanouk.
Norodom Kantol was na zijn premierschap vicevoorzitter van de Kroonraad (een soort hogerhuis). Daarnaast was hij voorzitter van de eenheidspartij Sangkum en van Koninklijke Khmer Socialistische Jeugd (JSRK).
Tijdens de Khmerrepubliek van Lon Nol (1970-1975) werd hij met andere leden van het koninklijk huis gevangengezet. Hij verdween op mysterieuze wijze na de machtsovername van de Rode Khmer en er wordt aangenomen dat hij in 1976 door de Rode Khmer werd gedood.